# Calyptothecium nitidum
Calyptothecium nitidum là một loài Rêu trong họ Pterobryaceae. Loài này được (Renauld & Cardot) M. Fleisch. miêu tả khoa học đầu tiên năm 1905.